# Фааите

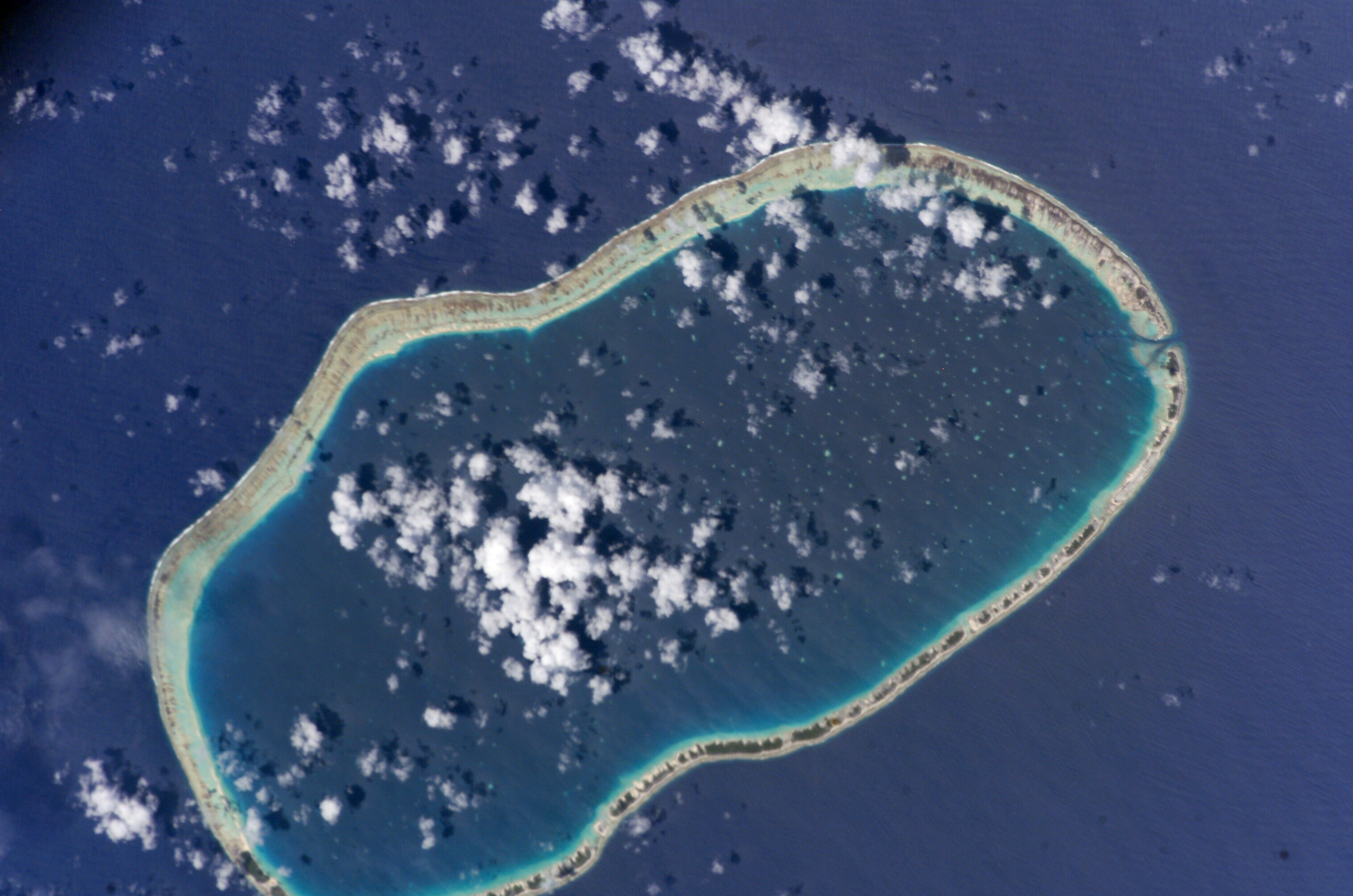
Космический снимок атолла.

Фааите (фр. Faaite) — атолл в архипелаге Туамоту (Французская Полинезия). Расположен в 60 км к северу от атолла Анаа.

## География
Площадь суши составляет около 9 км². В центре расположена большая лагуна. На северо-западе расположен проход, соединяющий лагуну атолла с океаническими водами.

## История
Остров был открыт в 1802 году англичанином Джоном Тёрнбаллом (англ. John Turnbull). В 1820 году на острове побывал русский путешественник Фаддей Фаддеевич Беллинсгаузен, давший ему название атолл Милорадовича.

## Административное деление
Административно входит в состав коммуны Анаа.

## Население
В 2007 году численность населения Фааите составляла 366 человека. Главное поселение — деревня Хитианау.